# هاري تيري
هاري تيري (بالإنجليزية: Harry Terry)‏ هو ممثل بريطاني، ولد في 1887 بلندن في المملكة المتحدة.

## وصلات خارجية
- هاري تيري على موقع IMDb (الإنجليزية)
- هاري تيري على موقع ألو سيني (الفرنسية)
- هاري تيري على موقع أول موفي (الإنجليزية)
- هاري تيري على موقع قاعدة بيانات الأفلام السويدية (السويدية)
- هاري تيري على موقع قاعدة بيانات الفيلم (الإنجليزية)
- هاري تيري على موقع كينوبويسك (الروسية)